# Giải đua xe Công thức 1 2016
Giải đua xe Công thức 1 2016 là mùa giải thứ 67 của Công thức 1 do Liên đoàn Ô tô Quốc tế (FIA) tổ chức. 11 đội đua với 22 tay đua tham gia mùa giải này. Giải này bao gồm 21 chặng đua, bắt đầu ở Úc vào ngày 20 tháng 3 và kết thúc ở Abu Dhabi vào ngày 27 tháng 11.
Mercedes bảo vệ thành công danh hiệu vô địch các đội đua của đội với một thành tích vượt trội, giành chiến thắng ở 19 trong số 21 cuộc đua trong mùa giải. Mùa giải 2016 chứng kiến số đội tham gia mở rộng lên 22 chiếc xe với sự ra mắt của đội đua Haas. Renault quay trở lại với tư cách là đội đua sau bốn năm vắng bóng sau khi tiếp quản Lotus trước khi mùa giải bắt đầu. Giải đua ô tô Công thức 1 Đức và giải đua ô tô Công thức 1 Châu Âu quay trở lại lịch và được tổ chức tại trường đua mới ở Baku, Azerbaijan.
Nico Rosberg giành chức vô địch duy nhất của mình tại cuộc đua cuối cùng của mùa giải. Với chín chiến thắng và bảy lần lên bục podium khác, Rosberg đánh bại đồng đội và đương kim vô địch thế giới Lewis Hamilton với năm điểm và đồng thời chấm dứt hai năm thống trị của Hamilton. Anh nối tiếp thành công của cha mình vào năm 1982 và trở thành cặp cha con thứ hai trở thành nhà vô địch. Trước đó, Damon Hill đã lập thành tích đó vào năm 1996. Sau khi giành được chức vô địch, Rosberg tuyên bố giải nghệ Công thức 1. Trong bảng xếp hạng các đội đua, Mercedes bảo vệ thành công danh hiệu của đội vào năm thứ hai liên tiếp, đánh bại Red Bull Racing với khoảng cách 297 điểm. Ferrari đứng thứ ba chung cuộc và kém hơn bảy mươi điểm so với Red Bull.

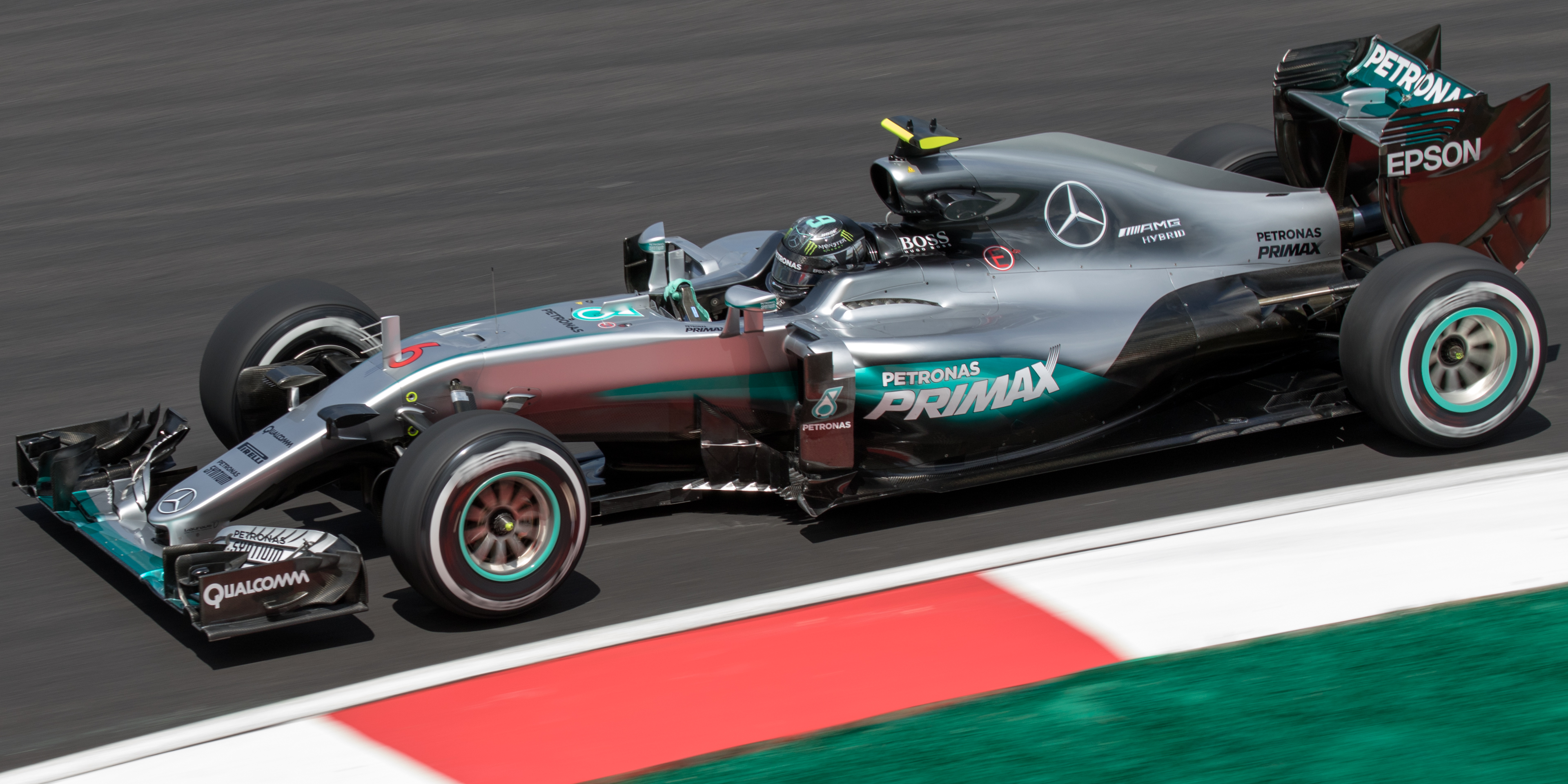
Mercedes bảo vệ thành công chức vô địch của họ với thành tích vượt trội, giành chiến thắng 19 trong số 21 cuộc đua trong mùa giải.

## Các tay đua và đội đua
Bảng này liệt kê tất cả các tay đua có hợp đồng với đội đua với tư cách là tay đua chính hoặc tay đua dự bị/lái thử cho mùa giải 2016 hoặc những tay đua đã tham gia các cuộc lái thử chính thức. Các đội đua sau đây được sắp xếp theo thứ tự của bảng xếp hạng các đội đua vào năm 2015.
| Đội đua                       | Xe đua                            | Động cơ                       | Hãng lốp | Số xe | Tay đua           | Số chặng đua đã tham gia | Tay đua dự bị/lái thử                             |
| ----------------------------- | --------------------------------- | ----------------------------- | -------- | ----- | ----------------- | ------------------------ | ------------------------------------------------- |
| Mercedes-AMG Petronas F1 Team | Mercedes-AMG F1 W13 E Performance | Mercedes-Benz F1 PU106 Hybrid | P        | 6     | Nico Rosberg      | Tất cả                   | Pascal Wehrlein                                   |
| Mercedes-AMG Petronas F1 Team | Mercedes-AMG F1 W13 E Performance | Mercedes-Benz F1 PU106 Hybrid | P        | 44    | Lewis Hamilton    | Tất cả                   | Pascal Wehrlein                                   |
| Scuderia Ferrari              | Ferrari SF16-H                    | Ferrari 059/5                 | P        | 5     | Sebastian Vettel  | Tất cả                   | Marc Gené Davide Rigon Jean-Éric Vergne           |
| Scuderia Ferrari              | Ferrari SF16-H                    | Ferrari 059/5                 | P        | 7     | Kimi Räikkönen    | Tất cả                   | Marc Gené Davide Rigon Jean-Éric Vergne           |
| Williams Martini Racing       | Williams FW38                     | Mercedes-Benz F1 PU106 Hybrid | P        | 19    | Felipe Massa      | Tất cả                   | Alex Lynn Gary Paffett Paul di Resta Lance Stroll |
| Williams Martini Racing       | Williams FW38                     | Mercedes-Benz F1 PU106 Hybrid | P        | 77    | Valtteri Bottas   | Tất cả                   | Alex Lynn Gary Paffett Paul di Resta Lance Stroll |
| Red Bull Racing               | Red Bull RB12                     | TAG HEUER (Renault R.E.16)    | P        | 3     | Daniel Ricciardo  | Tất cả                   | Sébastien Buemi Pierre Gasly                      |
| Red Bull Racing               | Red Bull RB12                     | TAG HEUER (Renault R.E.16)    | P        | 26    | Daniil Kvyat      | 1–4                      | Sébastien Buemi Pierre Gasly                      |
| Red Bull Racing               | Red Bull RB12                     | TAG HEUER (Renault R.E.16)    | P        | 33    | Max Verstappen    | 5-21                     | Sébastien Buemi Pierre Gasly                      |
| Sahara Force India F1 Team    | Force India VJM09                 | Mercedes-Benz F1 PU106 Hybrid | P        | 11    | Sergio Pérez      | Tất cả                   | Alfonso Celis jr. Nikita Mazepin                  |
| Sahara Force India F1 Team    | Force India VJM09                 | Mercedes-Benz F1 PU106 Hybrid | P        | 27    | Nico Hülkenberg   | Tất cả                   | Alfonso Celis jr. Nikita Mazepin                  |
| Renault Sport F1 Team         | Renault R.S.16                    | Renault R.E.16                | P        | 20    | Kevin Magnussen   | Tất cả                   | Carmen Jordá Nicholas Latifi Esteban Ocon         |
| Renault Sport F1 Team         | Renault R.S.16                    | Renault R.E.16                | P        | 30    | Jolyon Palmer     | Tất cả                   | Carmen Jordá Nicholas Latifi Esteban Ocon         |
| Scuderia Toro Rosso           | Toro Rosso STR11                  | Ferrari 059/5                 | P        | 26    | Daniil Kvyat      | 5-21                     | Không có                                          |
| Scuderia Toro Rosso           | Toro Rosso STR11                  | Ferrari 059/5                 | P        | 33    | Max Verstappen    | 1–4                      | Không có                                          |
| Scuderia Toro Rosso           | Toro Rosso STR11                  | Ferrari 059/5                 | P        | 55    | Carlos Sainz Jr.  | Tất cả                   | Không có                                          |
| Sauber F1 Team                | Sauber C35                        | Ferrari 059/5                 | P        | 9     | Marcus Ericsson   | Tất cả                   | Không có                                          |
| Sauber F1 Team                | Sauber C35                        | Ferrari 059/5                 | P        | 12    | Felipe Nasr       | Tất cả                   | Không có                                          |
| McLaren Honda                 | McLaren MP4-31                    | Honda RA616H                  | P        | 14    | Fernando Alonso   | 1, 3-21                  | Nobuharu Matshushita Stoffel Vandoorne            |
| McLaren Honda                 | McLaren MP4-31                    | Honda RA616H                  | P        | 22    | Jenson Button     | Tất cả                   | Nobuharu Matshushita Stoffel Vandoorne            |
| McLaren Honda                 | McLaren MP4-31                    | Honda RA616H                  | P        | 47    | Stoffel Vandoorne | 2                        | Nobuharu Matshushita Stoffel Vandoorne            |
| Manor Racing MRT              | Manor MRT05                       | Mercedes-Benz F1 PU106 Hybrid | P        | 31    | Esteban Ocon      | 13-21                    | Jordan King Alexander Rossi                       |
| Manor Racing MRT              | Manor MRT05                       | Mercedes-Benz F1 PU106 Hybrid | P        | 88    | Rio Haryanto      | 1–12                     | Jordan King Alexander Rossi                       |
| Manor Racing MRT              | Manor MRT05                       | Mercedes-Benz F1 PU106 Hybrid | P        | 94    | Pascal Wehrlein   | Tất cả                   | Jordan King Alexander Rossi                       |
| Haas F1 Team                  | Haas VF-16                        | Ferrari 059/5                 | P        | 8     | Romain Grosjean   | Tất cả                   | Santino Ferrucci Charles Leclerc                  |
| Haas F1 Team                  | Haas VF-16                        | Ferrari 059/5                 | P        | 21    | Esteban Gutiérrez | Tất cả                   | Santino Ferrucci Charles Leclerc                  |

### Thay đổi tay đua
- Romain Grosjean rời Lotus vào cuối mùa giải 2015 và anh ký hợp đồng với đội Haas F1 mới thành lập vào năm 2016 và đồng đội của anh là cựu tay đua Sauber người Mexico Esteban Gutiérrez[5]. Gutiérrez trở lại thi đấu sau một mùa giải với tư cách là tay đua dự bị và lái thử của Ferrari[6].
- Sau khi tiếp quản đội Lotus, Renault đã giới thiệu một cặp tay đua mới: Jolyon Palmer, nhà vô địch giải đua GP2 Series 2014, bắt đầu sự nghiệp Công thức 1 tại chặng đua mở màn ở Melbourne.
- Mặc dù ban đầu ký hợp đồng với Lotus cho năm 2016, Pastor Maldonado tuyên bố anh sẽ không lái xe cho Renault sau khi các nhà tài trợ của anh không thể thực hiện nghĩa vụ theo hợp đồng của họ với đội[7]. Anh được thay thế bởi Kevin Magnussen, người đã được McLaren sa thải khi họ quyết định không gia hạn hợp đồng với anh ta sau khi tham gia một cuộc đua duy nhất cho đội vào năm 2015[8].
- Manor cũng không giữ lại cặp tay đua của mùa giải năm 2015 của đội và ký hợp đồng với hai tay đua tân binh cho mùa giải năm 2016: đương kim vô địch giải Deutsche Tourenwagen Masters Pascal Wehrlein và tay đua thường xuyên của giải đua GP2 Series Rio Haryanto, tay đua người Indonesia đầu tiên tham gia Công thức 1.
- Will Stevens và Roberto Merhi, những người đã đua cho đội với tư cách là Marussia - đã không được đội giữ lại. Cả hai đều chuyển đến giải đua FIA World Endurance Championship với Manor Motorsport, trong khi Alexander Rossi, người cũng đã đua cho đội vào năm 2015, đã được chuyển sang vị trí tay đua thử nghiệm và dự bị khi anh tham gia giải đua IndyCar Series.

#### Thay đổi tay đua trong suốt mùa giải
- Sau khi bị gãy xương sườn và chấn thương tràn khí màng phổi do tai nạn tại giải đua ô tô Công thức 1 Úc, Fernando Alonso không thể tham gia giải đua ô tô Công thức 1 Bahrain để đề phòng sau khi kiểm tra y tế[9]. Do vậy, tay đua dự bị của McLaren và đương kim vô địch giải GP2 Series người Bỉ Stoffel Vandoorne ra mắt Công thức 1. Sau chặng đua đó, Alonso quay trở lại tại giải đua ô tô Công thức 1 Trung Quốc hai tuần sau đó.
- Daniil Kvyat và Max Verstappen hoán đổi chỗ đua trước giải đua ô tô Công thức 1 Tây Ban Nha: Verstappen được thăng hạng lên Red Bull Racing và Kvyat trở lại Scuderia Toro Rosso. Red Bull giải thích quyết định hoán đổi tay đua đó rằng để giảm bớt áp lực cho Kvyat sau những lời chỉ trích vì vai trò của anh ấy trong một vụ tai nạn ở vòng đầu tiên ở giải đua ô tô Công thức 1 Nga và để giảm bớt căng thẳng đang diễn ra giữa Verstappen và đồng đội Carlos Sainz Jr. tại Toro Rosso[10].
- Rio Haryanto mất chỗ đua sau giải đua ô tô Công thức 1 Đức khi các nhà tài trợ của anh không thể đáp ứng các nghĩa vụ tài chính của họ đối với đội, thế nhưng anh tiếp tục ở lại với đội với tư cách là tay đua thử nghiệm và dự bị. Nhà vô địch giải đua GP3 năm 2015 và tay đua thử nghiệm của Renault, Esteban Ocon, thay thế anh ta trước thềm giải đua ô tô Công thức 1 Bỉ[11].

### Thay đổi đội đua
- Trong mùa giải này, Haas tham gia Công thức 1 với tư cách là đội mới vào. Sau 29 năm tạm nghỉ, một đội đua Công thức 1 từ Hoa Kỳ lại tham gia Công thức 1 sau khi đội Haas lần cuối cùng tham gia giải đua ô tô Công thức 1 Úc 1986. Mặc dù có tên gọi giống nhau, hai đội đua này không liên quan đến nhau: Team Haas từ những năm 1980 thuộc sở hữu của doanh nhân Carl Haas, trong khi Haas F1 Team do doanh nhân Gene Haas điều hành. Ngoài ra, Gene Haas cũng là chủ sở hữu của đội đua NASCAR Stewart Haas Racing.
- Forza Rossa Racing, một đội đua từ Romania, cố gắng không thành công để tham gia mùa giải 2016. Để đối phó với việc thêm hai vị trí cho năm 2016 hoặc 2017, FIA đã nhận được hai đơn đăng ký vào tháng 8 năm 2015 nhưng cả hai ứng viên này đều không đáp ứng các tiêu chí được thiết lập cho các đội mới[12].
- Renault đã tiếp quản Lotus F1 Team do đội này gặp khó khăn về tài chính trong vài năm. Đó cũng là sự trở lại của Renault tại Công thức 1 với tư cách là một đội đua kể từ năm 2009. Đội tham gia với tên gọi Renault Sport F1 Team[13].

## Lịch đua
| Chặng | Chặng đua                             | Trường đua                                    | Ngày        |
| ----- | ------------------------------------- | --------------------------------------------- | ----------- |
| 1     | Giải đua ô tô Công thức 1 Úc          | Trường đua Albert Park, Melbourne             | 20 tháng 3  |
| 2     | Giải đua ô tô Công thức 1 Bahrain     | Trường đua Bahrain International, Sakhir      | 3 tháng 4   |
| 3     | Giải đua ô tô Công thức 1 Trung Quốc  | Trường đua Shanghai International, Thượng Hải | 17 tháng 4  |
| 4     | Giải đua ô tô Công thức 1 Nga         | Trường đua Sochi, Sochi                       | 1 tháng 5   |
| 5     | Giải đua ô tô Công thức 1 Tây Ban Nha | Trường đua Barcelona-Catalunya, Montmeló      | 15 tháng 5  |
| 6     | Giải đua ô tô Công thức 1 Monaco      | Trường đua Monaco, Monte Carlo                | 29 tháng 5  |
| 7     | Giải đua ô tô Công thức 1 Canada      | Trường đua Gilles Villeneuve, Montréal        | 12 tháng 6  |
| 8     | Giải đua ô tô Công thức 1 Châu Âu     | Trường đua Thành phố Baku, Baku               | 19 tháng 6  |
| 9     | Giải đua ô tô Công thức 1 Áo          | Trường đua Red Bull Ring, Spielberg           | 3 tháng 7   |
| 10    | Giải đua ô tô Công thức 1 Anh         | Trường đua Silverstone, Silverstone           | 10 tháng 7  |
| 11    | Giải đua ô tô Công thức 1 Hungary     | Hungaroring, Mogyoród                         | 24 tháng 7  |
| 12    | Giải đua ô tô Công thức 1 Đức         | Trường đua Hockenheimring, Hockenheim         | 31 tháng 7  |
| 13    | Giải đua ô tô Công thức 1 Bỉ          | Trường đua Spa-Francorchamps, Stavelot        | 28 tháng 8  |
| 14    | Giải đua ô tô Công thức 1 Ý           | Trường đua Monza, Monza                       | 4 tháng 9   |
| 15    | Giải đua ô tô Công thức 1 Singapore   | Trường đua đường phố Marina Bay, Singapore    | 18 tháng 9  |
| 16    | Giải đua ô tô Công thức 1 Malaysia    | Trường đua Sepang International, Kuala Lumpur | 2 tháng 10  |
| 17    | Giải đua ô tô Công thức 1 Nhật Bản    | Trường đua Suzuka International, Suzuka       | 9 tháng 10  |
| 18    | Giải đua ô tô Công thức 1 Hoa Kỳ      | Trường đua Americas, Austin, Texas            | 23 tháng 10 |
| 19    | Giải đua ô tô Công thức 1 Mexico      | Trường đua Anh em Rodríguez, Thành phố Mexico | 30 tháng 10 |
| 20    | Giải đua ô tô Công thức 1 Brasil      | Trường đua José Carlos Pace, São Paulo        | 13 tháng 11 |
| 21    | Giải đua ô tô Công thức 1 Abu Dhabi   | Trường đua Yas Marina, Abu Dhabi              | 27 tháng 11 |

### Thay đổi lịch
- Giải đua ô tô Công thức 1 Châu Âu trở lại lịch Công thức 1 sau ba năm vắng bóng. Cuộc đua được chuyển từ trường đua cũ ở Valencia đến một trường đua hoàn toàn mới ở Baku, thủ đô của Azerbaijan[14]. Đây là chặng đua Công thức 1 đầu tiên được tổ chức tại Azerbaijan.
- Giải đua ô tô Công thức 1 Đức cũng quay trở lại lịch và diễn ra tại trường đua Hockenheimring. Chặng đua đó bị hủy bỏ vào năm 2015 khi không thể đảm bảo được địa điểm[15]. Chặng đua trước đó đã tổ chức vào năm 2014 như một phần trong thỏa thuận của trường đua với Nürburgring để luân phiên giữa các địa điểm, với Hockenheimring tổ chức cuộc đua vào mỗi năm chẵn.
- Các chặng đua Malaysia và Nga được thay đổi ngày[16]. Chặng đua ở Malaysia được kết hợp với giải đua ô tô Công thức 1 Nhật Bản vào tháng 10, trở lại thời điểm trong năm nó được tổ chức vào năm 1999–2000, trong khi chặng đua ở Nga được dời từ ngày tổ chức vào tháng 10 sang tháng 5, trở thành chặng đua thứ tư của mùa giải[16].

## Tường thuật

### Buổi thử nghiệm tiền mùa giải
Một buổi thử nghiệm lốp trước mùa giải đã được tổ chức tại trường đua Paul Ricard ở Pháp vào tháng 1, được Pirelli thực hiện để đánh giá lốp xe thời tiết ướt của họ.
Buổi thử nghiệm trước mùa giải đầu tiên được tổ chức một tháng sau đó tại trường đua Barcelona-Catalunya. Ferrari là đội nhanh nhất trong ba trong số bốn ngày thử nghiệm với Nico Hülkenberg (Force India) lập thời gian nhanh nhất vào ngày thứ ba. Một buổi thử nghiệm thứ hai, cũng ở Barcelona, được thực hiện vào ngày 1 tháng 3. Ferrari đã kết thúc hai buổi thử nghiệm với thời gian nhanh nhất với bộ lốp xe siêu mềm mới được giới thiệu trong khi Mercedes lái được với khoảng cách xa nhất trong thử nghiệm, gần 5.000 km. Bốn ngày của buổi thử nghiệm thứ hai cũng chứng kiến các đội kiểm tra một tính năng được đề xuất để bảo vệ buồng lái với tên gọi là "Halo". 

### Diễn biến mùa giải

#### Những chặng đua đầu tiên
Mùa giải bắt đầu với giải đua ô tô Công thức 1 Úc và thể thức vòng phân hạng mới được giới thiệu. Thể thức này bị chỉ trích nặng nề bởi các đội đua, tay đua, người hâm mộ và báo chí và do đó nó dẫn đến việc xem xét lại trước cuộc đua tiếp theo. Cuộc đua kết thúc với hai tay đua của đội Mercedes về đích ở hai vị trí dẫn đầu, với Nico Rosberg giành chiến thắng trước Lewis Hamilton ở vị trí thứ hai. Sebastian Vettel của Scuderia Ferrari về đích ở vị trí thứ 3. Đồng đội của Vettel, Kimi Räikkönen bỏ cuộc hỏng bộ tăng áp ở vòng 21. Ở vòng 16, trong khi cố gắng vượt Esteban Gutiérrez của đội đua Haas mới ở góc cua thứ ba, Fernando Alonso đâm vào hàng rào bên ngoài với tốc độ cao trước khi lộn ngược. Gutiérrez rơi vào sỏi và bị thủng lốp. Sau đó, anh ta nhanh chóng đến Alonso, người cố gắng thoát ra khỏi buồng lái mà không cần sự trợ giúp. Do có quá nhiều mảnh vỡ gây ra bởi vụ tai nạn, cuộc đua được tạm dừng. Romain Grosjean về thứ sáu trong chặng đua đầu tiên của Haas và đội trở thành đội hoàn toàn mới đầu tiên ghi điểm trong cuộc đua đầu tiên kể từ khi Toyota vào năm 2002.
Tại chặng đua tiếp theo ở Bahrain, Alonso không tham gia cuộc đua vì gãy xương sườn và tràn khí màng phổi do va chạm ở chặng đua trước. Do vậy, anh ta được thay thế bởi tay đua tân binh người Bỉ Stoffel Vandoorne. Sau sự chỉ trích rộng rãi về thể thức vòng phân hạng mới, các đội bỏ phiếu từ bỏ nó và sau đó, FIA quyết định quay trở lại hệ thống vòng phân hạng được sử dụng vào năm 2015. Rosberg giành chiến thắng thứ hai liên tiếp trong năm 2016 trước Räikkönen và Hamilton. Sebastian Vettel và Jolyon Palmer lần lượt bỏ cuộc trước khi cuộc đua bắt đầu do hỏng động cơ (Vettel) và hệ thống thủy lực (Palmer). Sau một vụ va chạm ở vòng đầu tiên với Hamilton, Valtteri Bottas nhận hai điểm phạt.
Tại chặng đua tiếp theo ở Trung Quốc, thể thức vòng phân hạng loại trực tiếp bị loại bỏ vĩnh viễn để chuyển sang thể thức trước đó được sử dụng từ năm 2006 đến năm 2015. Với hệ thống vòng phân hạng từ 2006-2015, Nico Rosberg giành vị trí pole đầu tiên trong mùa giải sau khi đồng đội Lewis Hamilton thất bại cả ở vòng phân hạng và cuộc đua. Sau khi cuộc đua kết thúc, Hamilton cán đích ở vị trí thứ bảy và Rosberg giành được chiến thắng thứ ba liên tiếp trong mùa giải 2016. Không một tay đua nào bỏ cuộc trong cuộc đua này và đó là một kỳ tích chỉ mới đạt được sáu lần.
Tại chặng đua tiếp theo ở Nga, Vettel và Kvyat va chạm với nhau ở vòng đầu tiên. Kvyat đâm Vettel hai lần buộc Vettel phải bỏ cuộc. Rosberg giành chiến thắng trong cuộc đua với đồng đội Lewis Hamilton về nhì sau khi xuất phát ở vị trí thứ 10 và Rosberg giành được grand slam đầu tiên và mở rộng vị trí dẫn đầu chức vô địch của mình trước thềm các chặng đua ở châu Âu.
Trước thềm giải đua ô tô Công thức 1 Tây Ban Nha, Daniil Kvyat bị hạ xuống Toro Rosso và Verstappen thăng lên Red Bull. Hamilton và Rosberg va chạm trong vòng mở màn của cuộc đua và Daniel Ricciardo chiếm vị trí dẫn đầu. Cuộc đua cũng chứng kiến tay đua giành chiến thắng trẻ tuổi nhất khi Max Verstappen giành chiến thắng sau khi cầm chân Kimi Räikkönen và Ricciardo buộc phải đổi lốp một lần nữa.
Tại chặng đua tiếp theo ở Monaco, Ricciardo giành vị trí pole đầu tiên trong sự nghiệp của mình. Trong cuộc đua, anh dẫn đầu 33 vòng nhưng tuột mất chiến thắng sau khi đội của anh mắc lỗi đắt giá trong lần đổi lốp. Vì lỗi đó, Lewis Hamilton chiếm vị trí dẫn đầu và tiếp tục dẫn đầu cho đến hết cuộc đua và đồng thời giành chiến thắng. Đó là lần đầu tiên anh giành chiến thắng trong mùa giải này. Ricciardo về nhì trước Sergio Pérez.
Hamilton sau đó tiếp tục giành chiến thắng tại giải đua ô tô Công thức 1 Canada sau đó mặc dù để mất vị trí dẫn đầu vào tay Sebastian Vettel ngay từ đầu, nhưng anh giành lại vị trí này bằng chiến lược một stint trong khi Vettel và Ferrari sử dụng chiến thuật hai stint. Valtteri Bottas về thứ ba và đó là lần đầu tiên và duy nhất anh lên bục podium trong mùa giải.

#### Những chặng đua giữa mùa giải
Rosberg giành chiến thắng giải đua ô tô Công thức 1 Châu Âu trước Sebastian Vettel và Sergio Pérez và đồng thời giành grand slam thứ hai trong mùa giải và trong sự nghiệp của anh ta trong khi Hamilton về thứ năm sau khi vật lộn với sự cố phần mềm làm hạn chế khả năng thu năng lượng của động cơ.
Hamilton giành vị trí pole ở chặng đua tiếp theo ở Áo trong khi Rosberg xuất phát từ vị trí thứ sáu sau một án phạt. Họ áp dụng các chiến lược lốp đối lập để giành vị trí thứ nhất và thứ hai sau khi đổi lốp ở làn pit. Họ va chạm với nhau khi Hamilton cố gắng vượt qua Rosberg ở vòng đua cuối cùng. Hamilton thắng cuộc đua đó trong khi Rosberg bị gãy mũi xe và về thứ tư sau Verstappen và Räikkönen. Một cuộc điều tra của ban quản lý phát hiện ra rằng Rosberg gây ra một vụ va chạm có thể tránh được và phạt anh ta 10 giây nhưng kết quả cuộc đua không bị ảnh hưởng.
Hamilton giảm khoảng cách điểm với Rosberg xuống một điểm duy nhất ở chặng đua tiếp theo ở Anh với điều kiện thời tiết khó khăn. Hamilton vươn lên dẫn đầu trong khi Rosberg và Verstappen tranh nhau vị trí thứ hai. Rosberg thắng cuộc đọ sức đó nhưng lại gặp phải một lỗi nghiêm trọng trong hộp số vào cuối cuộc đua. Mercedes hướng dẫn anh ta sửa lại hộp số và tránh sang số thứ bảy để tránh sự cố nghiêm trọng. Điều này khiến ban quản lý cuộc đua phải điều tra vì hỗ trợ anh ta. Rosberg cuối cùng bị phạt vì cuộc gọi vô tuyến và bị phạt 10 giây, khiến anh bị tụt xuống vị trí thứ ba sau Verstappen.
Lewis Hamilton giành lại vị trí dẫn đầu từ tay Nico Rosberg ở chặng đua tiếp theo tại Hungary. Rosberg giành được vị trí pole một cách tranh cãi sau khi Fernando Alonso của McLaren xoay xe trước mặt anh ta và điều đó yêu cầu phải có một lá cờ vàng vẫy kép. Mặc dù những người quản lý cuộc đua xác nhận rằng Rosberg chạy chậm lại nhưng anh ta vẫn giành được pole với thời gian của mình. Trong cuộc đua đó, Jenson Button phạm phải những hạn chế mới đối với thông tin liên lạc pit-to-car và bị phạt vì hỗ trợ trái phép.
Sau các hình phạt đối với Rosberg và Button vì liên lạc trái phép với hình thức pit-to-car trong các cuộc đua trước, FIA bãi bỏ tất cả các quy định cho vòng tiếp theo ở Đức. Hamilton tiếp tục củng cố vị trí vô địch của mình và đánh bại Rosberg ngay từ đầu. Rosberg bị đánh bại Daniel Ricciardo và Max Verstappen của đội Red Bull và không thể vượt qua họ. Cuộc đua của Rosberg còn phức tạp hơn bởi một hình phạt thời gian đối với một pha vượt qua hung hăng của Verstappen khiến Verstappen phải lùi lại. Tuy nhiên, Hamilton vẫn tỏ ra bi quan về việc dẫn đầu chức vô địch của mình vì anh ta biết trước các hình phạt vì vượt quá số phân bổ động cơ của mình với chín chặng đua còn lại trong mùa giải .
Tại giải đua ô tô Công thức 1 Bỉ sau kỳ nghỉ giữa mùa, Hamilton buộc phải xuất phát từ vị trí cuối cùng do thay động cơ và các bộ phận khác. Anh ta tận dụng sự va chạm ở vòng đầu tiên giữa Vettel, Räikkönen và Verstappen để leo lên vài vị trí. Trong cuộc đua này, một vụ tai nạn nghiêm trọng của Kevin Magnussen tại góc cua Eau Rouge khiến cuộc đua bị gián đoạn tạm thời. Khi cuộc đua tiếp tục, Nico Rosberg dẫn đầu cuộc đua cho đến hết trong khi Hamilton về thứ ba chung cuộc sau khi không thể đuổi kịp Daniel Ricciardo. Hơn nữa, Verstappen phải chịu sự chỉ trích ngày càng tăng về phong cách đua của mình sau khi vướng vào một số sự cố với Räikkönen và Sergio Pérez. Trong chặng đua này, Esteban Ocon về đích thứ 16 trong chặng đua đầu tiên trong sự nghiệp Công thức 1 của mình với MRT.
Rosberg rút ngắn khoảng cách dẫn trước chức vô địch của Hamilton xuống còn hai điểm ở chặng đua tiếp theo ở Ý sau khi tận dụng việc Hamilton xuất phát không tốt để dẫn đầu sớm mà không gặp trở ngại nào trong suốt cuộc đua. Hamilton tụt xuống vị trí thứ năm ngay từ đầu nhưng vươn lên vị trí thứ tư sau vòng mở màn và vượt lên dẫn trước Vettel và Räikkönen bằng cách thực hiện đổi lốp một lần ít hơn. Vettel về đích ở vị trí thứ ba và đó là lần đầu tiên anh ta lên bục podium sau năm chặng đua.

#### Những chặng đua cuối cùng
Rosberg giành lại vị trí dẫn đầu bảng xếp hạng các tay đua ở Singapore sau khi giành được pole trong khi Hamilton xuất phát từ vị trí thứ ba sau khi phải vật lộn với các vấn đề về máy móc và lỗi lái xe. Lần đổi lốp muộn trong cuộc đua của Mercedes khiến Hamilton vượt qua Kimi Räikkönen ở vị trí thứ ba và anh giữ vị trí đó cho đến hết cuộc đua. Red Bull Racing quyết định đổi lốp cho Daniel Ricciardo từ vị trí thứ hai để tránh bị Hamilton đe dọa. Rosberg quyết định không đổi lốp vì khoảng cách từ vị trí dẫn đầu của anh ta trước Ricciardo không đủ lớn để vượt lên dẫn trước nhưng vẫn có thể giữ vị trí dẫn đầu để giành chiến thắng. Ricciardo cố gắng bắt kịp Rosberg từ 27 giây phía sau nhưng không thể bắt kịp Rosberg và về đích cách 0,6 giây. Sau khi Hamilton về thứ ba, Rosberg kéo dài khoảng cách từ hai điểm thành tám điểm.

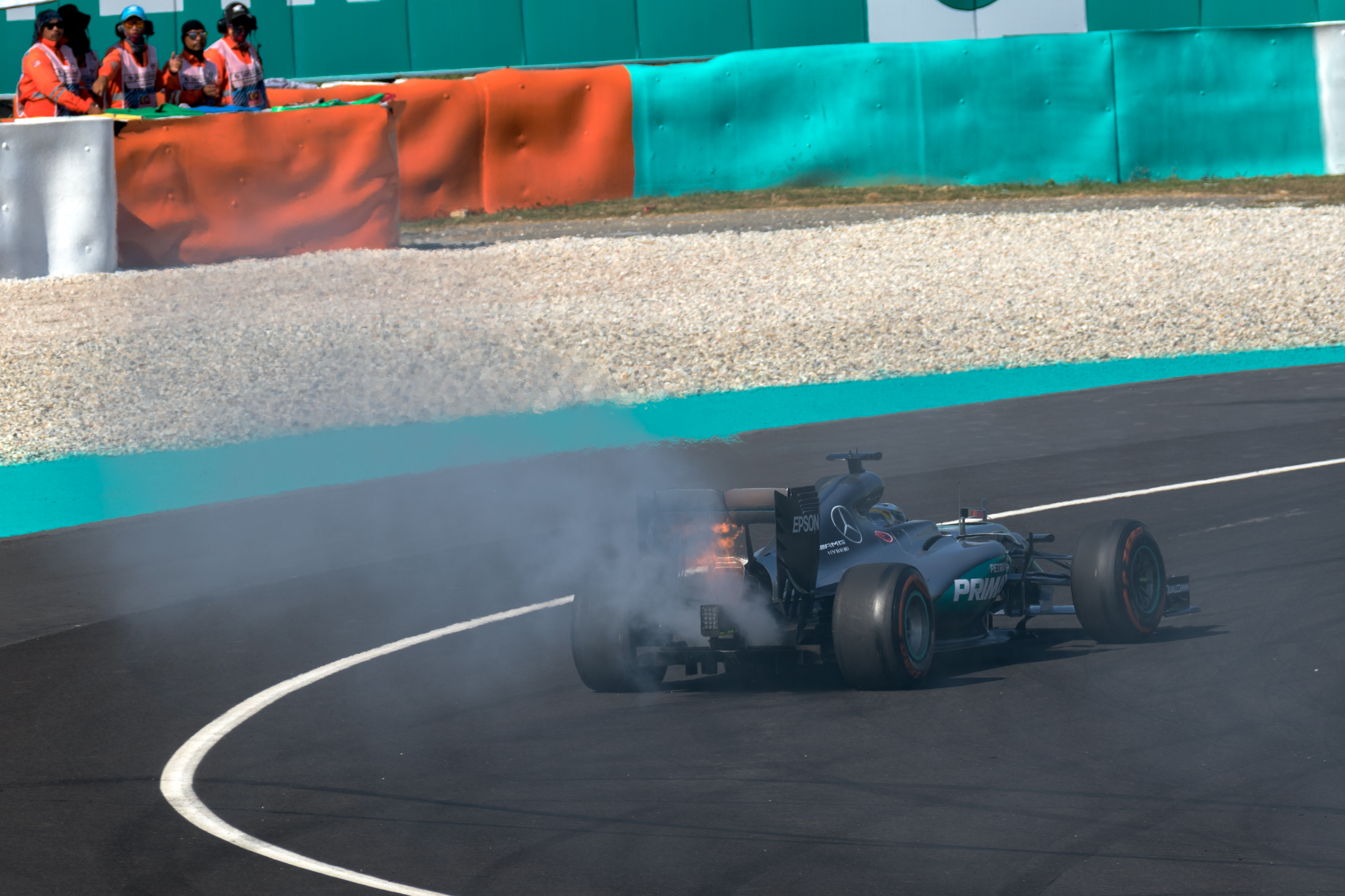
Động cơ của Lewis Hamilton bị hỏng khiến Rosberg có thể giữ vững vị trí dẫn đầu của mình.

Chuỗi 10 trận thắng liên tiếp của Mercedes bị chấm dứt ở Malaysia. Hamilton sớm dẫn đầu cuộc đua nhưng bỏ cuộc 16 vòng trước khi cuộc đua kết thúc vì động cơ của anh bị hỏng và điều đó khiến Daniel Ricciardo chiếm lấy vị trí dẫn đầu cuộc đua. Nico Rosberg và Sebastian Vettel va chạm với nhau trong ở góc cua đầu tiên khiến Vettel bỏ cuộc và Rosberg bị tụt xuống các vị trí cuối cùng. Ricciardo đọ sức với đồng đội Max Verstappen để giành vị trí dẫn đầu sau khi Hamilton bỏ cuộc khiến xe an toàn ảo được kích hoạt. Với bộ lốp mới hơn, Ricciardo có thể chịu được áp lực từ Verstappen để giành chiến thắng kể từ giải đua ô tô Công thức 1 Bỉ 2014. Nico Rosberg về thứ ba mặc dù nhận thêm mười giây vào thời gian đua của anh do va chạm với Kimi Räikkönen. Sau cuộc đua này, Rosberg kéo dài khoảng cách từ vị trí đầu tiên của anh lên 23 điểm.
Rosberg tiếp tục kéo dài khoảng cách điểm từ vị trí dẫn đầu của mình lên 33 điểm ở Nhật Bản sau khi bắt đầu cuộc đua từ vị trí pole và giành chiến thắng. Trong khi đó, Hamilton xuất phát không tốt sau khi tụt từ vị trí thứ hai xuống vị trí thứ tám khi kết thúc vòng đua đầu tiên. Anh ta buộc phải leo lên vài vị trí và sử dụng chiến lược pit để giành lại vị trí thứ ba trong giai đoạn cuối của cuộc đua nhưng không thể vượt qua Max Verstappen và kết cục về thứ ba. Kết quả này đã đảm bảo danh hiệu vô địch các đội đua lần thứ ba liên tiếp cho Mercedes.
Tại giải đua ô tô Công thức 1 Hoa Kỳ, Hamilton giành chiến thắng ở Hoa Kỳ. Đồng đội Rosberg của anh cán đích ở vị trí thứ hai và Ricciardo cán đích ở vị trí thứ ba. Hamilton và Rosberg lại tiếp tục về đích tại hai vị trí dẫn đầu ở Mexico. Cuộc đua này bị lu mờ bởi một sự cố liên quan Verstappen lái chệch đường đua và cắt một phần của góc cua và khiến Sebastian Vettel gây tức. Vettel thừa hưởng vị trí thứ ba khi Verstappen bị phạt nhưng bị phạt vì lái xe nguy hiểm khi đọ sức với Ricciardo. Theo kết quả sửa đổi cuối cùng thì Ricciardo về thứ ba trước Verstappen và Vettel.
Điều kiện thời tiết khắc nghiệt khiến giải đua ô tô Công thức 1 Brazil phải bị gián đoạn vài lần. Một điều đáng chú ý nhất là vụ va chạm của Kimi Räikkönen trên đường xuất phát. Sau khi cuộc đua tiếp tục, Mercedes lại về đích ở hai vị trí đầu tiên. Hamilton giành chiến thắng trước Rosberg và Max Verstappen về đích ở vị trí thứ 3.
Trước thềm chặng đua cuối cùng ở Abu Dhabi, Rosberg dẫn trước Hamilton 12 điểm. Điều đó có nghĩa là nếu Hamilton thắng cuộc đua, Rosberg cần về thứ ba để giành chức vô địch. Hamilton giành pole trước Rosberg và dẫn đầu sau khi xuất phát. Ở những vòng cuối của cuộc đua, anh ta giảm tốc độ để cho phép các tay đua khác đuổi kịp và vượt qua Rosberg bất chấp những chỉ dẫn từ phía đội Mercedes. Hamilton giành chiến thắng cuộc đua này, trong khi Rosberg giành được danh hiệu giải vô địch đầu tiên của mình sau khi về đích ở vị trí thứ hai.
Năm ngày sau khi giành được danh hiệu, Rosberg tuyên bố từ giã Công thức 1 ngay lập tức tại lễ trao giải của FIA ở Vienna. Anh là nhà đương kim vô địch đầu tiên làm được điều này kể từ Alain Prost vào năm 1993.

## Kết quả
| Stt | Chặng đua                             | Vị trí pole      | Vòng đua nhanh nhất | Tay đua giành chiến thắng | Đội đua giành chiến thắng | Diễn biến chi tiết |
| --- | ------------------------------------- | ---------------- | ------------------- | ------------------------- | ------------------------- | ------------------ |
| 1   | Giải đua ô tô Công thức 1 Úc          | Lewis Hamilton   | Daniel Ricciardo    | Nico Rosberg              | Mercedes                  | Chi tiết           |
| 2   | Giải đua ô tô Công thức 1 Bahrain     | Lewis Hamilton   | Nico Rosberg        | Nico Rosberg              | Mercedes                  | Chi tiết           |
| 3   | Giải đua ô tô Công thức 1 Trung Quốc  | Nico Rosberg     | Nico Hülkenberg     | Nico Rosberg              | Mercedes                  | Chi tiết           |
| 4   | Giải đua ô tô Công thức 1 Nga         | Nico Rosberg     | Nico Rosberg        | Nico Rosberg              | Mercedes                  | Chi tiết           |
| 5   | Giải đua ô tô Công thức 1 Tây Ban Nha | Lewis Hamilton   | Daniil Kvyat        | Max Verstappen            | Red Bull Racing-TAG Heuer | Chi tiết           |
| 6   | Giải đua ô tô Công thức 1 Monaco      | Daniel Ricciardo | Lewis Hamilton      | Lewis Hamilton            | Mercedes                  | Chi tiết           |
| 7   | Giải đua ô tô Công thức 1 Canada      | Lewis Hamilton   | Nico Rosberg        | Lewis Hamilton            | Mercedes                  | Chi tiết           |
| 8   | Giải đua ô tô Công thức 1 Châu Âu     | Nico Rosberg     | Nico Rosberg        | Nico Rosberg              | Mercedes                  | Chi tiết           |
| 9   | Giải đua ô tô Công thức 1 Áo          | Lewis Hamilton   | Lewis Hamilton      | Lewis Hamilton            | Mercedes                  | Chi tiết           |
| 10  | Giải đua ô tô Công thức 1 Anh         | Lewis Hamilton   | Nico Rosberg        | Lewis Hamilton            | Mercedes                  | Chi tiết           |
| 11  | Giải đua ô tô Công thức 1 Hungary     | Nico Rosberg     | Kimi Räikkönen      | Lewis Hamilton            | Mercedes                  | Chi tiết           |
| 12  | Giải đua ô tô Công thức 1 Đức         | Nico Rosberg     | Daniel Ricciardo    | Lewis Hamilton            | Mercedes                  | Chi tiết           |
| 13  | Giải đua ô tô Công thức 1 Bỉ          | Nico Rosberg     | Lewis Hamilton      | Nico Rosberg              | Mercedes                  | Chi tiết           |
| 14  | Giải đua ô tô Công thức 1 Ý           | Lewis Hamilton   | Fernando Alonso     | Nico Rosberg              | Mercedes                  | Chi tiết           |
| 15  | Giải đua ô tô Công thức 1 Singapore   | Nico Rosberg     | Daniel Ricciardo    | Nico Rosberg              | Mercedes                  | Chi tiết           |
| 16  | Giải đua ô tô Công thức 1 Malaysia    | Lewis Hamilton   | Nico Rosberg        | Daniel Ricciardo          | Red Bull Racing-TAG Heuer | Chi tiết           |
| 17  | Giải đua ô tô Công thức 1 Nhật Bản    | Nico Rosberg     | Sebastian Vettel    | Nico Rosberg              | Mercedes                  | Chi tiết           |
| 18  | Giải đua ô tô Công thức 1 Hoa Kỳ      | Lewis Hamilton   | Sebastian Vettel    | Lewis Hamilton            | Mercedes                  | Chi tiết           |
| 19  | Giải đua ô tô Công thức 1 Mexico      | Lewis Hamilton   | Daniel Ricciardo    | Lewis Hamilton            | Mercedes                  | Chi tiết           |
| 20  | Giải đua ô tô Công thức 1 Brasil      | Lewis Hamilton   | Max Verstappen      | Lewis Hamilton            | Mercedes                  | Chi tiết           |
| 21  | Giải đua ô tô Công thức 1 Abu Dhabi   | Lewis Hamilton   | Sebastian Vettel    | Lewis Hamilton            | Mercedes                  | Chi tiết           |

## Bảng xếp hạng

### Hệ thống ghi điểm
Điểm được trao cho các tay đua về đích ở vị trí top 10 được phân loại trong mọi cuộc đua và được sử dụng như sau:
| Vị trí  | 1  | 2  | 3  | 4  | 5  | 6 | 7 | 8 | 9 | 10 |
| Số điểm | 25 | 18 | 15 | 12 | 10 | 8 | 6 | 4 | 2 | 1  |

### Bảng xếp hạng các tay đua
| Vị trí | Tay đua           | AUS | BHR | CHN | RUS | ESP  | MON | CAN | EUR | AUT | GBR | HUN | GER | BEL | ITA | SIN | MAL  | JPN | USA | MEX | BRA | ABU | Tổng điểm |
| ------ | ----------------- | --- | --- | --- | --- | ---- | --- | --- | --- | --- | --- | --- | --- | --- | --- | --- | ---- | --- | --- | --- | --- | --- | --------- |
| 1      | Nico Rosberg      | 1   | 1F  | 1P  | 1PF | Ret  | 7   | 5F  | 1PF | 4   | 3F  | 2P  | 4P  | 1P  | 1   | 1P  | 3F   | 1P  | 2   | 2   | 2   | 2   | 385       |
| 2      | Lewis Hamilton    | 2P  | 3P  | 7   | 2   | RetP | 1F  | 1P  | 5   | 1PF | 1P  | 1   | 1   | 3F  | 2P  | 3   | RetP | 3   | 1P  | 1P  | 1P  | 1P  | 380       |
| 3      | Daniel Ricciardo  | 4F  | 4   | 4   | 11  | 4    | 2P  | 7   | 7   | 5   | 4   | 3   | 2F  | 2   | 5   | 2F  | 1    | 6   | 3   | 3F  | 8   | 5   | 256       |
| 4      | Sebastian Vettel  | 3   | DNS | 2   | Ret | 3    | 4   | 2   | 2   | Ret | 9   | 4   | 5   | 6   | 3   | 5   | Ret  | 4F  | 4F  | 5   | 5   | 3F  | 212       |
| 5      | Max Verstappen    | 10  | 6   | 8   | Ret | 1    | Ret | 4   | 8   | 2   | 2   | 5   | 3   | 11  | 7   | 6   | 2    | 2   | Ret | 4   | 3F  | 4   | 204       |
| 6      | Kimi Räikkönen    | Ret | 2   | 5   | 3   | 2    | Ret | 6   | 4   | 3   | 5   | 6F  | 6   | 9   | 4   | 4   | 4    | 5   | Ret | 6   | Ret | 6   | 186       |
| 7      | Sergio Pérez      | 13  | 16  | 11  | 9   | 7    | 3   | 10  | 3   | 17† | 6   | 11  | 10  | 5   | 8   | 8   | 6    | 7   | 8   | 10  | 4   | 8   | 101       |
| 8      | Valtteri Bottas   | 8   | 9   | 10  | 4   | 5    | 12  | 3   | 6   | 9   | 14  | 9   | 9   | 8   | 6   | Ret | 5    | 10  | 16  | 8   | 11  | Ret | 85        |
| 9      | Nico Hülkenberg   | 7   | 15  | 15F | Ret | Ret  | 6   | 8   | 9   | 19† | 7   | 10  | 7   | 4   | 10  | Ret | 8    | 8   | Ret | 7   | 7   | 7   | 72        |
| 10     | Fernando Alonso   | Ret |     | 12  | 6   | Ret  | 5   | 11  | Ret | 18† | 13  | 7   | 12  | 7   | 14F | 7   | 7    | 16  | 5   | 13  | 10  | 10  | 54        |
| 11     | Felipe Massa      | 5   | 8   | 6   | 5   | 8    | 10  | Ret | 10  | 20† | 11  | 18  | Ret | 10  | 9   | 12  | 13   | 9   | 7   | 9   | Ret | 9   | 53        |
| 12     | Carlos Sainz Jr.  | 9   | Ret | 9   | 12  | 6    | 8   | 9   | Ret | 8   | 8   | 8   | 14  | Ret | 15  | 14  | 11   | 17  | 6   | 16  | 6   | Ret | 46        |
| 13     | Romain Grosjean   | 6   | 5   | 19  | 8   | Ret  | 13  | 14  | 13  | 7   | Ret | 14  | 13  | 13  | 11  | DNS | Ret  | 11  | 10  | 20  | DNS | 11  | 29        |
| 14     | Daniil Kvyat      | DNS | 7   | 3   | 15  | 10F  | Ret | 12  | Ret | Ret | 10  | 16  | 15  | 14  | Ret | 9   | 14   | 13  | 11  | 18  | 13  | Ret | 25        |
| 15     | Jenson Button     | 14  | Ret | 13  | 10  | 9    | 9   | Ret | 11  | 6   | 12  | Ret | 8   | Ret | 12  | Ret | 9    | 18  | 9   | 12  | 16  | Ret | 21        |
| 16     | Kevin Magnussen   | 12  | 11  | 17  | 7   | 15   | Ret | 16  | 14  | 14  | 17† | 15  | 16  | Ret | 17  | 10  | Ret  | 14  | 12  | 17  | 14  | Ret | 7         |
| 17     | Felipe Nasr       | 15  | 14  | 20  | 16  | 14   | Ret | 18  | 12  | 13  | 15  | 17  | Ret | 17  | Ret | 13  | Ret  | 19  | 15  | 15  | 9   | 16  | 2         |
| 18     | Jolyon Palmer     | 11  | DNS | 22  | 13  | 13   | Ret | Ret | 15  | 12  | Ret | 12  | 19  | 15  | Ret | 15  | 10   | 12  | 13  | 14  | Ret | 17  | 1         |
| 19     | Pascal Wehrlein   | 16  | 13  | 18  | 18  | 16   | 14  | 17  | Ret | 10  | Ret | 19  | 17  | Ret | Ret | 16  | 15   | 22  | 17  | Ret | 15  | 14  | 1         |
| 20     | Stoffel Vandoorne |     | 10  |     |     |      |     |     |     |     |     |     |     |     |     |     |      |     |     |     |     |     | 1         |
| 21     | Esteban Gutiérrez | Ret | Ret | 14  | 17  | 11   | 11  | 13  | 16  | 11  | 16  | 13  | 11  | 12  | 13  | 11  | Ret  | 20  | Ret | 19  | Ret | 12  | 0         |
| 22     | Marcus Ericsson   | Ret | 12  | 16  | 14  | 12   | Ret | 15  | 17  | 15  | Ret | 20  | 18  | Ret | 16  | 17  | 12   | 15  | 14  | 11  | Ret | 15  | 0         |
| 23     | Esteban Ocon      |     |     |     |     |      |     |     |     |     |     |     |     | 16  | 18  | 18  | 16   | 21  | 18  | 21  | 12  | 13  | 0         |
| 24     | Rio Haryanto      | Ret | 17  | 21  | Ret | 17   | 15  | 19  | 18  | 16  | Ret | 21  | 20  |     |     |     |      |     |     |     |     |     | 0         |

Chú thích:
- † – Tay đua không hoàn thành chặng đua nhưng được xếp hạng khi hoàn thành hơn 90% cuộc đua

### Bảng xếp hạng các đội đua
| Vị trí | Đội đua                   | Số xe | AUS | BHR | CHN | RUS | ESP  | MON | CAN | EUR | AUT | GBR | HUN | GER | BEL | ITA | SIN | MAL | JPN | USA | MEX | BRA | ABU | Tổng điểm |
| ------ | ------------------------- | ----- | --- | --- | --- | --- | ---- | --- | --- | --- | --- | --- | --- | --- | --- | --- | --- | --- | --- | --- | --- | --- | --- | --------- |
| 1      | Mercedes                  | 6     | 1   | 1F  | 1P  | 1PF | Ret  | 7   | 5F  | 1PF | 4   | 3F  | 2P  | 4P  | 1P  | 1   | 1P  | 3F  | 1P  | 2   | 2   | 2   | 2   | 765       |
| 1      | Mercedes                  | 44    | 2P  | 3P  | 7   | 2   | RetP | 1F  | 1P  | 5   | 1PF | 1P  | 1   | 1   | 3   | 2   | 3   | Ret | 3   | 1P  | 1P  | 1P  | 1P  | 765       |
| 2      | Red Bull Racing-TAG HEUER | 3     | 4F  | 4   | 4   | 11  | 4    | 2P  | 7   | 7   | 5   | 4   | 3   | 2F  | 2   | 5   | 2F  | 1   | 6   | 3   | 3F  | 8   | 5   | 468       |
| 2      | Red Bull Racing-TAG HEUER | 26    | DNS | 7   | 3   | 15  |      |     |     |     |     |     |     |     |     |     |     |     |     |     |     |     |     | 468       |
| 2      | Red Bull Racing-TAG HEUER | 33    |     |     |     |     | 1    | Ret | 4   | 8   | 2   | 2   | 5   | 3   | 11  | 7   | 6   | 2   | 2   | Ret | 4   | 3F  | 4   | 468       |
| 3      | Ferrari                   | 5     | 3   | DNS | 2   | Ret | 3    | 4   | 2   | 2   | Ret | 9   | 4   | 5   | 6   | 3   | 5   | Ret | 4F  | 4F  | 5   | 5   | 3F  | 398       |
| 3      | Ferrari                   | 7     | Ret | 2   | 5   | 3   | 2    | Ret | 6   | 4   | 3   | 5   | 6   | 6   | 9   | 4   | 4   | 4   | 5   | Ret | 6   | Ret | 6   | 398       |
| 4      | Force India-Mercedes      | 11    | 13  | 16  | 11  | 9   | 7    | 3   | 10  | 3   | 17† | 6   | 11  | 10  | 5   | 8   | 8   | 6   | 7   | 8   | 10  | 4   | 8   | 173       |
| 4      | Force India-Mercedes      | 27    | 7   | 15  | 15F | Ret | Ret  | 6   | 8   | 9   | 19† | 7   | 10  | 7   | 4   | 10  | Ret | 8   | 8   | Ret | 7   | 7   | 7   | 173       |
| 5      | Williams-Mercedes         | 19    | 5   | 8   | 6   | 5   | 8    | 10  | Ret | 10  | 20† | 11  | 18  | Ret | 10  | 9   | 12  | 13  | 9   | 7   | 9   | Ret | 9   | 138       |
| 5      | Williams-Mercedes         | 77    | 8   | 9   | 10  | 4   | 5    | 12  | 3   | 6   | 9   | 14  | 9   | 9   | 8   | 6   | Ret | 5   | 10  | 16  | 8   | 11  | Ret | 138       |
| 6      | McLaren-Honda             | 14    | Ret |     | 12  | 6   | Ret  | 5   | 11  | Ret | 18† | 13  | 7   | 12  | 7   | 14F | 7   | 7   | 16  | 5   | 13  | 10  | 10  | 76        |
| 6      | McLaren-Honda             | 22    | 14  | Ret | 13  | 10  | 9    | 9   | Ret | 11  | 6   | 12  | Ret | 8   | Ret | 12  | Ret | 9   | 18  | 9   | 12  | 16  | Ret | 76        |
| 6      | McLaren-Honda             | 47    |     | 10  |     |     |      |     |     |     |     |     |     |     |     |     |     |     |     |     |     |     |     | 76        |
| 7      | Toro Rosso-Ferrari        | 26    |     |     |     |     | 10F  | Ret | 12  | Ret | Ret | 10  | 16  | 15  | 14  | Ret | 9   | 14  | 13  | 11  | 18  | 13  | Ret | 63        |
| 7      | Toro Rosso-Ferrari        | 33    | 10  | 6   | 8   | Ret |      |     |     |     |     |     |     |     |     |     |     |     |     |     |     |     |     | 63        |
| 7      | Toro Rosso-Ferrari        | 55    | 9   | Ret | 9   | 12  | 6    | 8   | 9   | Ret | 8   | 8   | 8   | 14  | Ret | 15  | 14  | 11  | 17  | 6   | 16  | 6   | Ret | 63        |
| 8      | Haas-Ferrari              | 08    | 6   | 5   | 19  | 8   | Ret  | 13  | 14  | 13  | 7   | Ret | 14  | 13  | 13  | 11  | DNS | Ret | 11  | 10  | 20  | DNS | 11  | 29        |
| 8      | Haas-Ferrari              | 21    | Ret | Ret | 14  | 17  | 11   | 11  | 13  | 16  | 11  | 16  | 13  | 11  | 12  | 13  | 11  | Ret | 20  | Ret | 19  | Ret | 12  | 29        |
| 9      | Renault                   | 20    | 12  | 11  | 17  | 7   | 15   | Ret | 16  | 14  | 14  | 17† | 15  | 16  | Ret | 17  | 10  | Ret | 14  | 12  | 17  | 14  | Ret | 8         |
| 9      | Renault                   | 30    | 11  | DNS | 22  | 13  | 13   | Ret | Ret | 15  | 12  | Ret | 12  | 19  | 15  | Ret | 15  | 10  | 12  | 13  | 14  | Ret | 17  | 8         |
| 10     | Sauber-Ferrari            | 9     | Ret | 12  | 16  | 14  | 12   | Ret | 15  | 17  | 15  | Ret | 20  | 18  | Ret | 16  | 17  | 12  | 15  | 14  | 11  | Ret | 15  | 2         |
| 10     | Sauber-Ferrari            | 12    | 15  | 14  | 20  | 16  | 14   | Ret | 18  | 12  | 13  | 15  | 17  | Ret | 17  | Ret | 13  | Ret | 19  | 15  | 15  | 9   | 16  | 2         |
| 11     | MRT-Mercedes              | 31    |     |     |     |     |      |     |     |     |     |     |     |     | 16  | 18  | 18  | 16  | 21  | 18  | 21  | 12  | 13  | 1         |
| 11     | MRT-Mercedes              | 88    | Ret | 17  | 21  | Ret | 17   | 15  | 19  | 18  | 16  | Ret | 21  | 20  | 16  | 18  | 18  | 16  | 21  | 18  | 21  | 12  | 13  | 1         |
| 11     | MRT-Mercedes              | 94    | 16  | 13  | 18  | 18  | 16   | 14  | 17  | Ret | 10  | Ret | 19  | 17  | Ret | Ret | 16  | 15  | 22  | 17  | Ret | 15  | 14  | 1         |

Chú thích mở rộng cho các bảng trên:
| Chú thích                | Chú thích                                |
| Màu                      | Ý nghĩa                                  |
| ------------------------ | ---------------------------------------- |
| Vàng                     | Chiến thắng                              |
| Bạc                      | Hạng 2                                   |
| Đồng                     | Hạng 3                                   |
| Xanh lá                  | Các vị trí ghi điểm khác                 |
| Xanh dương               | Được xếp hạng                            |
| Xanh dương               | Không xếp hạng, có hoàn thành (NC)       |
| Tím                      | Không xếp hạng, bỏ cuộc (Ret)            |
| Đỏ                       | Không phân hạng (DNQ)                    |
| Đen                      | Bị loại khỏi kết quả (DSQ)               |
| Trắng                    | Không xuất phát (DNS)                    |
| Trắng                    | Chặng đua bị hủy (C)                     |
|                          | Không đua thử (DNP)                      |
| Loại trừ (EX)            |                                          |
| Không đến (DNA)          |                                          |
| Rút lui (WD)             |                                          |
| Không tham gia (ô trống) |                                          |
| Ghi chú                  | Ý nghĩa                                  |
| P                        | Giành vị trí pole                        |
| Số mũ cao                | Vị trí giành điểm tại chặng đua nước rút |
| F                        | Vòng đua nhanh nhất                      |